# Compañía aérea imperial japonesa

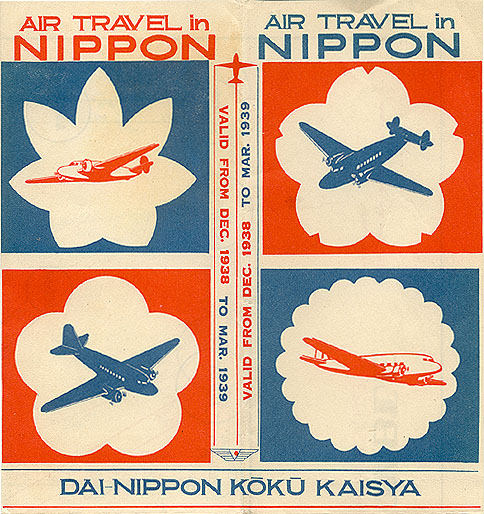
Portada del calendario de la Dai Nippon Kōkū.

La Compañía aérea imperial japonesa (大日本航空株式会社, Dai Nippon Kōkū Kabushiki Kaisha, también Aerolíneas del Gran Japón), fue la aerolínea nacional del Imperio del Japón durante la Segunda Guerra Mundial.

## Historia
Con el comienzo de la segunda guerra sino-japonesa, hubo una tremenda necesidad de aumentar la capacidad de transporte aéreo por parte de los militares japoneses, que tradicionalmente habían recurrido a los recursos de la aerolínea civil nacional, la Japan Air Transport, para sus requisitos de fletamento. Como la capacidad de transporte aéreo de Japón era limitada, surgió un conflicto entre el Ejército Imperial Japonés y la Armada Imperial Japonesa sobre la prioridad, y el gobierno vio la necesidad de la creación de un único monopolio nacional. El gobierno compró una participación del 50 por ciento del transporte aéreo de Japón y lo renombró Dai Nippon Kōkū en diciembre de 1938.
A fines de la década de 1930, la Dai Nippon Kōkū operaba una extensa red internacional con una combinación de aviones nacionales y extranjeros. La aerolínea estaba vinculada con la Manchukuo National Airways para rutas en Chosen y Manchukuo, y también tenía rutas en las partes japonesas ocupadas de la China continental. Internamente, la Dai Nippon Kōkū unió el archipiélago japonés con el territorio arrendado de Kwantung, Corea, Taiwán, Karafuto y Saipán y Palaos en el Mandato del Pacífico Sur. La aerolínea sirvió a las áreas del Pacífico occidental y central utilizando hidrocanoas militares convertidas. La aerolínea operaba algunos vuelos chárter más largos, incluidos vuelos a Irán e Italia en 1939, y tenía planes a largo plazo para servir a Europa a través de dos rutas, una que pasaba por Manchuria y Asia Central y la otra que iba desde Bangkok hasta la India y Medio Oriente.
Después del comienzo de la Guerra del Pacífico en 1942, la aerolínea pasó a ser completamente propiedad del gobierno y funcionó como dos unidades separadas bajo el control del Ejército Imperial Japonés y la Armada Imperial Japonesa, respectivamente. En 1943, la aerolínea voló una ruta circular de convoy militar desde Taiwán a través de Filipinas, Indonesia, Singapur, Tailandia y el sur de China. Las operaciones continuaron hasta la rendición de Japón en agosto de 1945, a pesar de las grandes pérdidas. El aeropuerto de Haneda fue capturado por las fuerzas aliadas en septiembre, y la aerolínea se disolvió formalmente en octubre. Durante la ocupación aliada, los aviones y equipos sobrevivientes fueron confiscados, y la aviación civil en Japón fue prohibida hasta la formación de la Japan Airlines en 1951.

## Flota
- Douglas DC-4E
- Kawanishi H6K2-L
- Kawanishi H6K4-L
- Kawanishi H8K2-L Seiku
- Kawasaki Ki-56
- Kokusai Ki-59
- Mitsubishi K3M3-L
- Mitsubishi MC-20
- Mitsubishi MC-21
- Nakajima AT-2
- Nakajima/Douglas DC-2
- Nakajima Ki-6
- Showa/Nakajima L2D2
- Tachikawa LO
- Tachikawa Y-59

La aerolínea contrató la compra de aviones Focke-Wulf Fw 200 Condor de largo alcance de Alemania en 1939, pero nunca recibió la entrega.

## Accidentes e incidentes

### 8 de diciembre de 1938
Un Nakajima/Douglas DC-2 (J-BBOH, Fuji) se estrelló en el Mar de la China Oriental frente a las Islas Kerama debido a un fallo del motor, muriendo de 10 a 12 personas que iban a bordo; los dos supervivientes fueron rescatados por el barco de vapor Miyake Maru.

### 17 de mayo de 1939
Un Lockheed 14-WG3B Super Electra (J-BCOZ, Kuma) golpeó una valla al despegar del aeropuerto de Fukuoka y se estrelló, matando a 6 de los 11 pasajeros de a bordo.